# Sybra ochreoguttata
Sybra ochreoguttata là một loài bọ cánh cứng trong họ Cerambycidae.